# Penstemon acuminatus
Penstemon acuminatus är en grobladsväxtart som beskrevs av David Douglas. Penstemon acuminatus ingår i släktet penstemoner, och familjen grobladsväxter. Utöver nominatformen finns också underarten P. a. latebracteatus.

## Bildgalleri

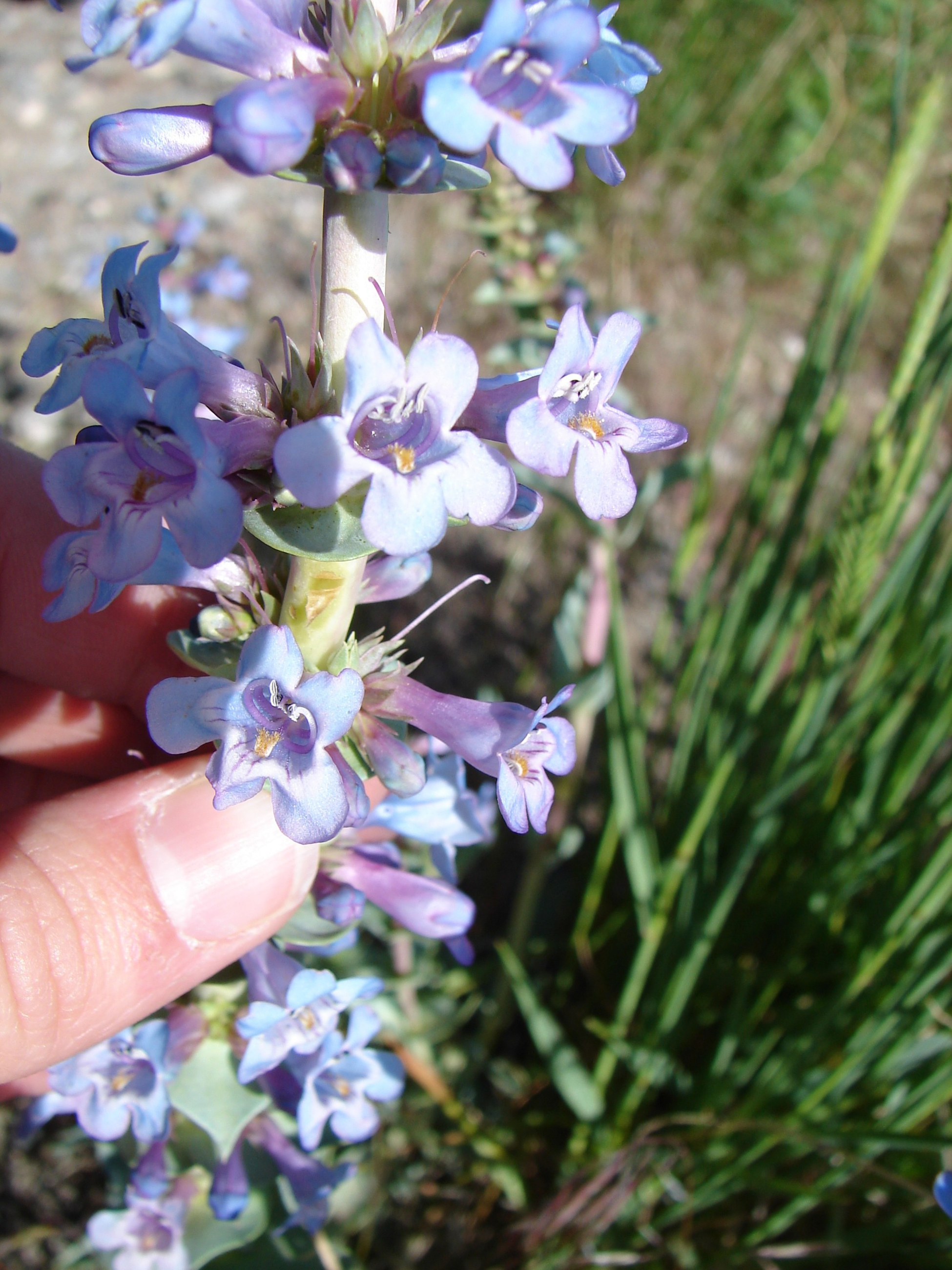